# Паин, Исаак Израилевич
Исаак Израилевич Паин (21 января 1912, Киев — 16 декабря 1999, Нью-Йорк, Нью-Йорк) — дирижёр, педагог, музыкальный деятель. Заслуженный артист УССР (1958).

## Биография
Родился в Киеве в семье врачей. Первой учительницей по фортепиано была Анна Давыдовна Таугман, позднее — Ольга Александровна Тринитатская. В 1932 году окончил Киевский музыкально-драматический институт им. Н. Лысенко (класс фортепиано — Константин Михайлов, дирижирования — Давид Бертье, музыкально-теоретические дисциплины преподавали Б. Лятошинский, Л. Ревуцкий, В. Косенко). С 1931 г. работал дирижёром симфонического оркестра института им. Н. Лысенко, симфонического оркестра радиокомитета в Киеве, преподавателем Киевской консерватории. В октябре 1939 г. был направлен во Львов для организации музыкального вещания на Львовском радио.
6 декабря 1939 года вместе с Николаем Колессой при Львовском областном радиокомитете организовал оркестр, который первоначально состоял из 52 человек и в таком составе приступил к работе. К февралю 1940 года состав оркестра был доведен до 70 человек. Первый во Львове государственный симфонический оркестр был реорганизован в оркестр при Львовской филармонии. За первые 2,5 месяца существования оркестр дал 16 концертов, в которых наряду с зарубежной и советской классикой звучали произведения украинских композиторов Льва Ревуцкого, Бориса Лятошинского, Виктора Косенко, Василия Барвинского, Станислава Людкевича, Николая Колессы. До начала Второй мировой войны с оркестром выступали такие известные исполнители как Роман Савицкий (фортепиано), Леопольд Мюнцер (фортепиано), Ева Бандровска-Турска (сопрано), Михаил Фихтенгольц (скрипка), Абрам Луфер (фортепиано) и многие другие.
С 1941 г. И. Паин воевал на фронте, в 1946 году вернулся с боевыми наградами и возобновил творческую работу во Львовской филармонии, был главным дирижёром и руководителем симфонического оркестра, параллельно до 1993 г. преподавал на кафедре дирижирования Львовской государственной консерватории. Вместе со львовским оркестром выступал в многочисленных концертах, в том числе с выдающимися отечественными и зарубежными музыкантами того времени, осуществил фондовые записи на радио и телевидении. Под его руководством симфонический оркестр Львовской филармонии стал одним из лучших музыкальных коллективов Украины. За годы педагогической деятельности И. Паин преподавал таким известным впоследствии ученикам, как композиторы братья Платон и Георгий Майбороды, Аркадий Филиппенко, Вадим Гомоляка и др. Среди первых выпускников — главный дирижёр оркестра народных инструментов Киевского радио Б. Хиврич, дирижёр Львовского театра оперы и балета С. Арбит, дирижёр Новосибирской оперы Г. Орлов, главный дирижёр эстрадно-симфонического оркестра радио и телевидения Р. Бабич (Киев), дирижёр симфонического оркестра Национального университета им. И. Франко Р. Хабаль, заведующий кафедрой оркестрового дирижирования Львовской государственной музыкальной академии профессор А.Геринович и др. С 1993 г. И. Паин жил в Нью-Йорке (США).

## Творческая деятельность
На протяжении пятидесяти лет (с 1939 по 1993 год с перерывом на годы войны) Исаак Паин возглавлял Львовский симфонический оркестр. Программы из произведений мировой, украинской и советской музыкальной классики, которыми дирижировал И. Паин, постоянно пользовались большим успехом у слушателей и среди профессионалов, отмечавших высокий уровень дирижёрского мастерства, верную музыкальную интерпретацию.
В исполнении во Львове зазвучали монументальные полотна: оратории «Сотворение мира» и «Времена года» Й. Гайдна, Requiem Г. Берлиоза и Дж. Верди, Missa solemnis Л.Бетховена, «Колокола» С. Рахманинова, «Иоанн Дамаскин», «После прочтения псалма» С. Танеева, симфонии И. Гайдна, В. А. Моцарта, Л. Бетховена, С. Рахманинова, С. Прокофьева, Д. Шостаковича, Б. Лятошинского, Л. Ревуцкого и т. д. Паин был блестящим аккомпаниатором, с ним выступали солисты с мировым именем: С. Рихтер, Д. Ойстрах, Л. Коган, Д. Шафран, Т. Николаева, С. Нейгауз, Г. Гинзбург, М. Ростропович, В. Крайнев, Г. Кремер, Т. Гринденко, М. Полякин и многие другие. С некоторыми из них он поддерживал личные дружеские связи. В симфонических программах он широко пропагандировал произведения украинских, в частности, львовских композиторов С. Людкевича, В. Барвинского, Р. Симовича, А. Солтыса, А. Кос-Анатольского, Д. Задора, И. Вымера, М. Скорика.
Особое место в музыкальной жизни Львова занимали летние концерты под открытым небом, которые проходили еженедельно в субботу и воскресенье вечером на летней эстраде в парке культуры. Инициатором этих бесплатных концертов был Исаак Паин. Особым и постоянным успехом у слушателей пользовались симфонические миниатюры, такие как «Полёт шмеля» М. Римского-Корсакова.

## Награды
- Заслуженный артист УССР (1958).